# Voulx
Voulx – miejscowość i gmina we Francji, w regionie Île-de-France, w departamencie Sekwana i Marna.
Według danych na rok 1990 gminę zamieszkiwało 1548 osób, a gęstość zaludnienia wynosiła 123 osób/km² (wśród 1287 gmin regionu Île-de-France Voulx plasuje się na 541. miejscu pod względem liczby ludności, natomiast pod względem powierzchni na miejscu 256.).